# Södermanlands runinskrifter 70
Södermanlands runinskrifter 70, med signum Sö 70, är en 1,6 meter hög runsten av grå granit vid Hedenlunda herrgård i Vadsbro socken i Södermanland. Stenen ska fram till mitten av 1700-talet ha stått i skogen vid vägen mot Flen, och då tagits till trappsten. När den sedan skulle återföras, gick den itu, och överdelen låg sedan i en trädgårdsmur och därefter på en kulle i parken. Stenen flyttades 1963 från gravfältet 103:1 till sin nuvarande plats, omkring 100 meter sydöst om den ursprungliga. Runstenen är söndersprängd och lagad med cement på ett flertal ställen och står i ett sten- och cementpostament. Runshöjden är 9-11 centimeter och runorna är ifyllda med rött. Längst ned på stenen är ett kors.

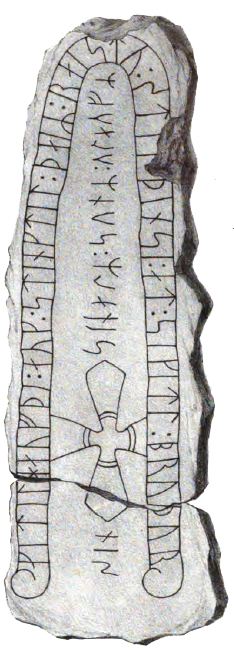
Richard Dybecks avbildning från 1855.

## Inskriften
Translitterering av runraden:
[kitil]haufþi : auk : stinktil : þaiʀ : raistu stin [:] þansi : at : sikitl : bru[þur sin] sinalʀ : sunʀ : ulaufʀ ·
Normalisering till runsvenska:
Kætilhaufði ok Stæinkætill þæiʀ ræistu stæin þannsi at Sigkætil, broður sinn, snialliʀ syniʀ Olofaʀ.
Översättning till nusvenska:
Kättilhövde och Stenkättil de reste denna sten efter Sigkättil , sin broder, raska söner till Olov.
ulaufʀ är en förkortad skrivning för ulaufaʀ, vilket är genitiv singularis för kvinnonamnet Olov.